# Copa Hopman de 2005
A Copa Hopman de 2005 foi a 17ª edição do torneio entre países do tênis em mistas, organizada pela Federação Internacional de Tênis.
Daniela Hantuchová e Dominik Hrbatý da Eslováquia bateram os argentinos Gisela Dulko e Guillermo Coria na final.

## Final

### Eslováquia vs. Argentina
| Eslováquia 3 | Burswood Entertainment Complex, Perth 8 de janeiro de 2005 duro (coberto) | Burswood Entertainment Complex, Perth 8 de janeiro de 2005 duro (coberto) | Argentina 0 |     |     |     |
| \| \| \| \| 1 \| 2 \| 3 \| \| \| - \| \| ------------------------------------------------------------------ \| --- \| --- \| --- \| --- \| \| 1 \| \| Daniela Hantuchová Gisela Dulko \| 1 6 \| 6 4 \| 6 4 \| \| \| 2 \| \| Dominik Hrbatý Guillermo Coria \| 6 4 \| 6 1 \| \| \| \| 3 \| \| Daniela Hantuchová / Dominik Hrbatý Gisela Dulko / Guillermo Coria \| \| \| \| w/o \| |                                                                           |                                                                           |             |     |     |     |
| |                                                                           |                                                                           | 1           | 2   | 3   |     |
| 1 | Eslováquia · Argentina                                                    | Daniela Hantuchová Gisela Dulko                                           | 1 6         | 6 4 | 6 4 |     |
| 2 | Eslováquia · Argentina                                                    | Dominik Hrbatý Guillermo Coria                                            | 6 4         | 6 1 |     |     |
| 3 | Eslováquia · Argentina                                                    | Daniela Hantuchová / Dominik Hrbatý Gisela Dulko / Guillermo Coria        |             |     |     | w/o |